# Понтуазский собор
Понтуазский собор — католический храм, кафедра епископа Понтуаза. Исторический памятник Франции, входящий в самую первую редакцию списка 1840 года.
Строительство приходской церкви, посвящённой Святому Мало, в городе Понтуаз, ныне северо-западном пригороде Парижа, началось в середине XII века на месте ещё более древней часовни Святого Евстафия 1110 года. Нет исторических документов, свидетельствующих точную дату заложения и освящения церкви, однако известно, что первого священника звали Роберт и он служил здесь в 1165 году.
Как и многие средневековые церкви, здание возводилось веками и во множество приёмов, с достройками и перестройками, зачастую уже не позволяющими угадать её первоначально правильную форму. Центральная и восточная части собора — самые древние, ещё романские. Тогда, в XII веке, церковь была трёхнефной под нервюрными сводами, с мощными контрфорсами и колокольней над средокрестием. Наос у неё был пятипролётным, крылья трансепта — двухпролётными, за одним пролётом хора следовал деамбулаторий с пятью капеллами. Снаружи стены трансепта и полукруглая абсида оформлены карнизом, украшенным головами людей и животных и растительным орнаментом.
Центральная колокольня упала под ураганным ветром 30 октября 1309 года, частично разрушив неф. В середине XIV столетия добавили ещё два пролёта, доведя длину здания до 52 метров, и возвели величественный главный портал с огромной розой, а слева от него новую колокольню с двойными узкими окнами — это уже пламенеющая готика. Крайнюю капеллу деамбулатория заменили двухэтажной ризницей.
Боковые капеллы и северный портал относятся к стилю Возрождения — лишь к XVI веку грандиозное сооружение приобрело современный вид. Сохранились шесть оконных витражей этой эпохи из свинцового стекла — «Крестный путь», «Распятие Иисуса Христа», «Мученичество Святой Варвары» и другие сюжеты.
Создание департамента Валь-д'Уаз повлекло за собой учреждение епархии Понтуаза. 9 октября 1966 года церковь Святого Мало папой Павлом VI была возведена в ранг кафедрального собора.